# Mayrant Gallo
Mayrant Gallo, (Salvador, Bahia, Brasil, em 1962), escritor, professor.

## Biografia
Mayrant Gallo, nasceu em Salvador, Bahia, Brasil, em 1962, formado em Letras e Francês, e Mestre em Teoria Literária, pela Universidade Federal da Bahia (UFBA), foi professor de Teoria Literária e Literatura Brasileira, na Universidade Estadual de Feira de Santana (UEFS). Morou 20 anos no Rio de Janeiro. É autor do livro Kafka, publicado pela editora Cosac Naify, em 2003  e do livro Pés Quentes nas Noites Frias, publicado pela editora da  FUNCEB, em 1999.

## Livros
Pequena Antologia Antecipada - 1989
O Ritual no Jadim - 1993
Pés Quentes nas Noites Frias - 1999
O inédito de Kafka -2003
Bancos Reflexos ao Longe - 2011
Os Encantos do Sol - 2013
Cidade Singular - 2013
As Aventuras de Nicolau & Ricardo: detetives - 2014
O Enigma dos Livros -2015

### Novelas
Moinhos (que integra o volume Três Infâncias) 2011 